# Nagyvázsonyi meteorit
A Nagyvázsony egy 1890-ben Magyarországon talált vasmeteorit nemzetközi neve.

## Főbb jellemző adatai
A Nagyvázsony vasmeteoritot 1890. január 17-én találta Koralovszky János. Előzőleg egy meteorhullást látott és annak irányában elindulva egy vízmosásban találta a meteorvasat, amely azonban már rozsdásodott, tehát nem lehetett az észlelt hullás eredménye. A vasmeteorit tömege mintegy 2 kg volt. A meteorit a bécsi gyűjteménybe került. IA típusú.

## Lásd még
- Magyarországi meteoritok listája
- Lénártói meteorit
- Meteoritok osztályozása

## Külső hivatkozások
- A magyarországi meteoritok listája
- A nagyvázsonyi meteorit a Természettudományi Múzeum adatbáziásban.